# O Signo de Escorpião
O Signo de Escorpião é um filme brasileiro de 1974, dos gêneros suspense e drama romântico-policial, dirigido por Carlos Coimbra.

## Sinopse
Proprietário de uma ilha, o famoso astrólogo Alex (Rodolfo Mayer) reúne representantes de todos os signos do zodíaco para a inauguração de um computador capaz de ler o horóscopo. Mas durante as boas-vindas, um dos convidados é assassinado. Isolados, os demais testemunham novas mortes, sempre anunciadas previamente pelo aparelho.

## Elenco[1]
- Rodolfo Mayer ...Professor Alex - Escorpião
- Maria Della Costa ...Gilda - Sagitário
- Kate Lyra ...Ângela - Aquário
- Carlos Lyra ...Eduardo - Leão
- Sebastião Campos ...Mauro - Capricórnio
- Sandro Polônio ...Samuel - Câncer
- Wanda Kosmo ...Marta - Peixes
- Paulo Hesse...Beto - Virgem
- Roberto Orozco ...Clovis - Gêmeos
- Alan Fontaine ...Kiko - Áries
- Maria Viana ...Sônia - Touro
- Elza Tsugawa ...Satiko - Libra